# 시소와스 시릭 마탁
시소와스 시릭 마탁(크메르어: ស៊ីសុវត្ថិ សិរិមតៈ, 1914년 1월 22일~1975년 4월 21일)은 캄보디아의 정치인이자 시소와스 왕가 아래 캄보디아 왕실의 일원이었다.
시릭 마탁은 주로 캄보디아 정치에 관여한 것으로 유명했는데, 특히 1970년 그의 사촌 노로돔 시아누크 왕자에 대한 권력 변화에 관여했고 크메르 공화국의 론 놀과 함께 그의 후속 설립으로 유명했다.

## 어린 시절
시릭 마탁은 캄보디아의 시소와스의 증손자로, 시소와스의 할아버지 시소와스 에사라봉과 아버지 시소와스 라타리 사이에서 태어났다. 그는 1930년에 식민지 공무원으로 채용되었다.
프랑스가 강요한 식민지 헌법 하에서, 노로돔이나 시소와스 가문의 어떤 구성원도 왕으로 선택될 수 있었고, 시릭 마탁은 따라서 캄보디아 왕위의 유력한 경쟁자들 중 하나였다. 1941년 시소와스 모니봉 왕이 사망한 후, 프랑스 당국은 시릭 마탁의 사촌 노로돔 시아누크를 상대적으로 유연하다고 믿고 왕으로 선택했다. 시아누크는 나중에 시릭 마탁이 자신에게 깊은 원한을 품고 있다고 비난하면서 "어릴 때부터 나를 싫어했는데, 그는 그의 삼촌인 시소와스 모니렛 왕자가 나 대신 왕위에 올랐어야 했다고 생각했기 때문입니다. 그는 심지어 자신이 선택되었어야 한다는 생각도 가지고 있었습니다."

## 정치 경력
제2차 세계 대전 이후, 시릭 마탁은 캄보디아 정치에 점점 더 관여하게 되었다. 론 놀이 이끄는 우파 크메르 개혁당의 일원으로, 그는 1947년 국회의원 선거에 참여했다. 비록 그 당은 어떤 의석도 얻지 못했지만 말이다. 1952년 당시 총리로서 행동한 시아누크는 그를 국방의 책임자로 임명하여 1954년 독립 후 설립된 임시 정부에서 공식적으로 국방부 장관으로 임명했고, 시아누크의 상쿰 운동은 1955년 선거에서 상쿰의 승리에 앞서 크메르 개혁당을 흡수했다.
시릭 마탁은 상쿰에 우익 반대 세력의 상당 부분을 통합했음에도 불구하고 시아누크, 특히 캄보디아 국경 내에서 북베트남 활동에 대한 후자의 용인에 대한 완강한 반대자로 남아 있었다. 1960년대 내내 시아누크는 시릭 마탁을 중국(1962년~1964년), 필리핀, 일본 대사로 성공적으로 임명함으로써 국내 정치에 대한 시릭 마탁의 영향력을 최소화하려고 시도했다.